# هاري هاوكر
هاري هاوكر (بالإنجليزية: Harry Hawker)‏ هو مهندس فضاء جوي وطيار ومهندس أسترالي، ولد في 22 يناير 1889 في Moorabbin, Victoria ‏ في أستراليا، وتوفي في 12 يوليو 1921 في Hendon Aerodrome ‏ في المملكة المتحدة.